# Jean di Prangins
Jean di Prangins (prima del 1385 – prima del 7 maggio 1446) è stato un arcivescovo cattolico svizzero.
È stato vescovo di Losanna dal 1433 al 1440 e vescovo di Aosta dal 1440 al 1444.

## Biografia
Jean de Prangins è menzionato per la prima volta nel 1385 come chierico del coro a Losanna. Era figlio di Perrod, un figlio illegittimo di Jean di Prangins e di Béatrice de Mex. Dopo la morte di Guillaume di Challant il capitolo del duomo lo elesse nel 1431 come vescovo di Losanna. Questa elezione non fu riconosciuta da papa Eugenio IV, che nominò vescovo Louis de La Palud. Nonostante la sua approvazione da parte del concilio di Basilea, La Palud non poté prendere il sopravvento su Jean di Prangins che era sostenuto dai Savoia e nel 1433, contro la sua volontà, fu trasferito alla diocesi di Avignone. L'antipapa Felice V riconobbe nel 1440 Jean come successore di Giorgio di Saluzzo alla diocesi di Aosta mentre Giorgio gli succedette nella diocesi di Losanna.
Nel 1444 rinunciò alla diocesi e fu nominato arcivescovo titolare di Nicea. Il 19 agosto 1445 compilò il suo testamento con il quale nominò suo erede il suo successore ad Aosta Antoine Desprez. Il 7 maggio 1446 è indicato come defunto.